# Słowacki Uniwersytet Rolniczy w Nitrze
Słowacki Uniwersytet Rolniczy w Nitrze (słow. Slovenská poľnohospodárska univerzita v Nitre, ang. Slovak University of Agriculture in Nitra) – publiczna uczelnia w Nitrze na Słowacji. Została założona 1 stycznia 1946 roku. Obecnie (2012) rektorem uczelni jest prof. Ing. Peter Bielik.

## Wydziały uczelni[3]
- Wydział Biotechnologii i Żywności
- Wydział Ekonomii i Zarządzania
- Wydział Studiów Europejskich i Rozwoju Regionalnego
- Wydział Ogrodnictwa i Architektury Krajobrazu
- Wydział Techniczny